# Cimetière de Luisenstadt

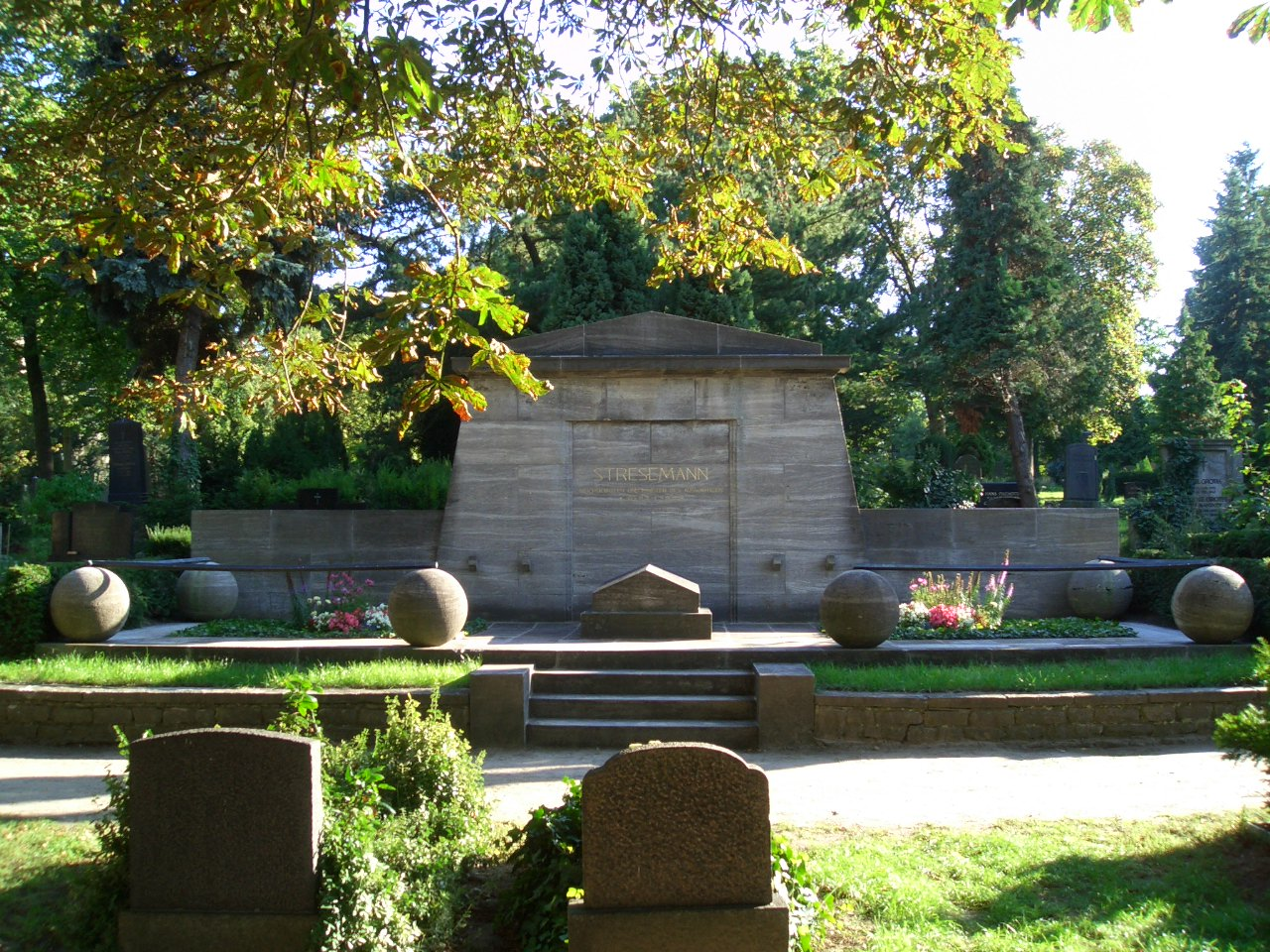
Monument funéraire de Gustav Stresemann

Le cimetière de Luisenstadt (Luisenstädtischer Friedhof) se trouve derrière la place Südstern à Berlin-Kreuzberg. Il a été aménagé en 1831 à la place d'un ancien vignoble. C'est avec une superficie de 90 155 m2 le plus grand des quatre cimetières de la Bergmannstraße, bien que son entrée principale ne donne pas sur cette rue. La statue de l'ange de la Résurrection, sculptée par Otto Geyer, domine le centre du cimetière.
Le cimetière de Luisenstadt est le dernier repos de nombre de personnalités berlinoises, mais aussi celui de personnes tombées dans l'oubli, dont les sépultures présentent un intérêt artistique certain.
Le cimetière de Luisenstadt est le second cimetière de l'église de Luisenstadt, le premier ayant été abandonné dans les années 1930. Il se trouvait à l'emplacement de l'actuel parc Waldeck (de).

## Personnalités inhumées

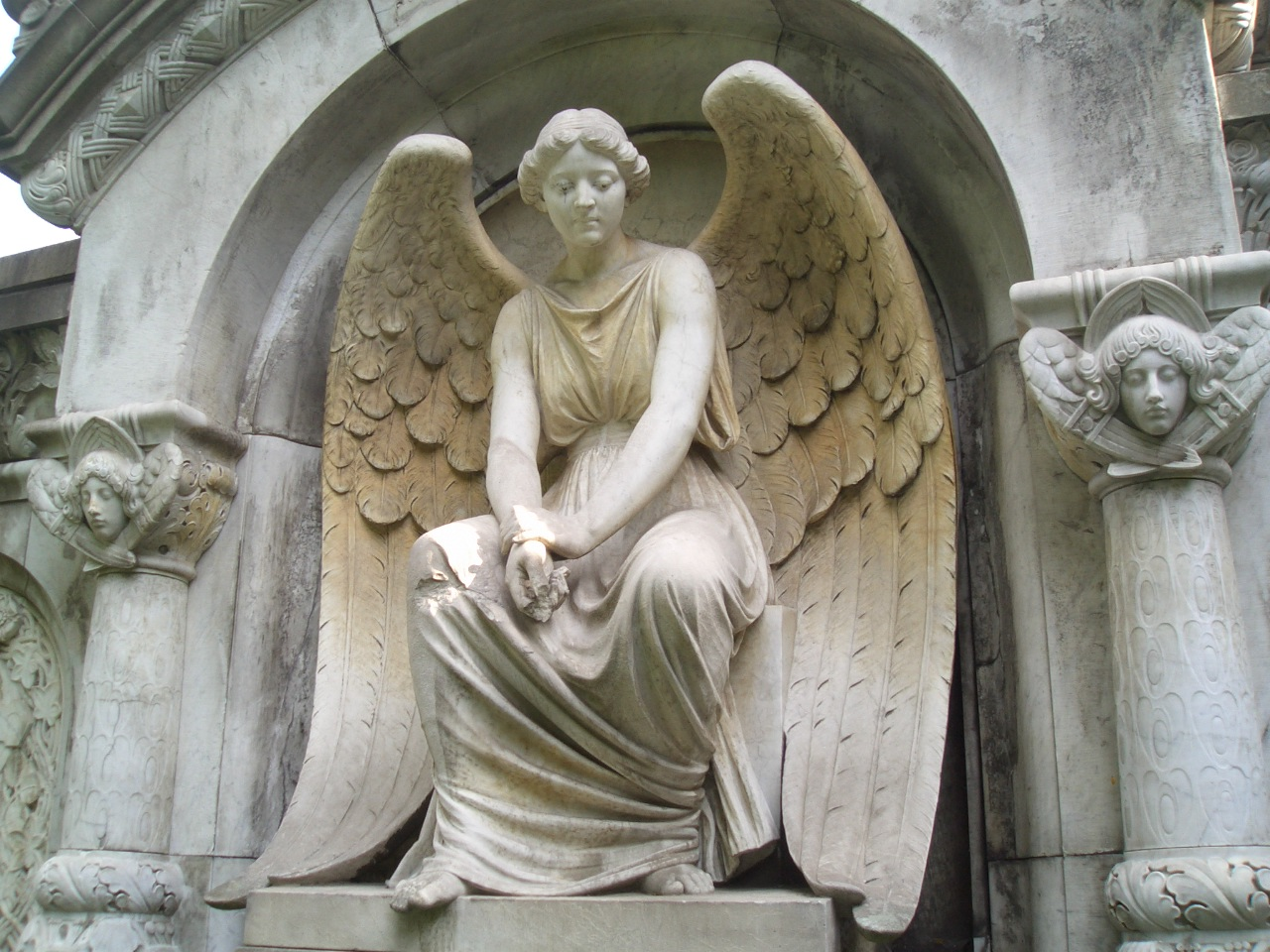
Ange Jugendstil de Richard Grüttner (1854-1919), sur la tombe de Gustav Eltschig

- Ernst Behrend (de) (1851–1912), écrivain
- Hans Bischoff (de) (1852–1889), pianiste
- Hans Brendicke (de) (1850-1925), publiciste
- Hans Chemin-Petit l'Ancien (de) (1864-1917), compositeur
- Rudolf Dammeier (de) (1851–1936), peintre
- Emil Döblin (de) (1853–1918), typographe
- Tobias Feilner (de) (1773–1839), céramiste
- Ernst Fidicin (de) (1802-1883), juriste
- Otto Fischbeck, ministre
- Eduard Fürstenau (de) (1862–1938), architecte
- Kurt Haase-Jastrow (de) (1885–1958), peintre
- Eugen Hahn (de) (1841–1902), médecin
- Ernst Harrich (de) (1886–1941), architecte paysagiste
- Carl Justus Heckmann (de) (1786–1878), industriel
- Heinrich Philipp Hedemann (de) (1800–1872), maire de Berlin
- Max Heinhold (de) (1881–1946), ingénieur
- Reimar Hobbing (de) (1874–1919), éditeur
- Leo Impekoven (de) (1873–1943), peintre
- Richard Kahle (de) (1842–1916), acteur
- Albert Keßler (de) (1819–1890), acteur
- Gustav Adolf von Klöden (1814-1885), géographe
- Karl Friedrich von Klöden (de) (1786–1856), géographe
- August von Kloeber (de) (1793–1864), peintre
- Heinrich Kochhann (1805–1890), homme politique
- Ernst Koerner (de) (1846-1927), peintre
- Friedrich Wilhelm Langerhans (1780–1851), architecte
- Paul Langerhans (1820–1909), homme politique
- Gottfried Wilhelm Lehmann (de) (1799–1882), graveur
- Ludwig Löffler (de) (1819–1876), lithographe
- Hans Luckhardt (1890-1954), architecte
- Wassili Luckhardt (1889-1972), architecte
- Friedrich Albert Immanuel Mellin (de) (1796–1859), architecte
- Karl Friedrich Müchler (de) (1763–1857), écrivain
- Hans Mühlhofer (de) (1878–1932), acteur
- Wilhelm Karl Georg Münch (de) (1843–1912), pédagogue
- Eugen Richter (1836-1906), homme politique
- Hubert Ries (de) (1802–1886), violiniste
- Hermann Roeder (de) (1856–1941), homme politique
- Heinrich Runge (de) (1817–1886), héraldiste
- Hermann Scherenberg (de) (1826–1897), peintre
- August Scherl (1849–1921), éditeur
- Leopold Schmidt (de) (1860–1927), historien
- Franz Scholz (de) (1873–1958), juriste
- Heinrich Smidt (de) (1798–1867), écrivain
- Otto Sohre (de) (1853–1926), architecte
- Franz Späth (1839–1913), paysagiste
- Robert Stock (de) (1858–1912), industriel
- Gustav Stresemann (1878-1929), chancelier (son monument funéraire est l'œuvre d'Hugo Lederer)
- Friedrich Tieck (1776–1851), sculpteur
- Edgar von Westphalen (de) (1819–1890), homme politique
- Ludwig Wilhelm Wichmann (1788–1859), sculpteur

## Illustrations

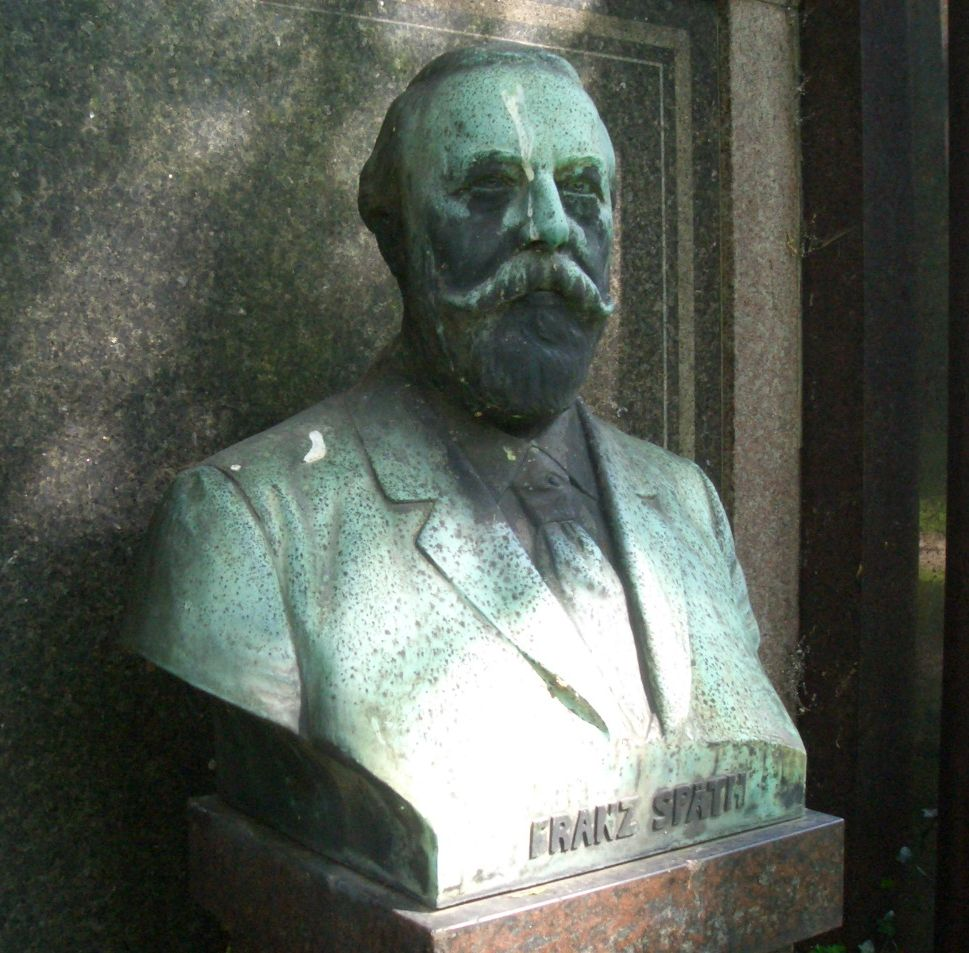
Buste du fondateur de la dynastie des botanistes, Franz Spaeth, par Albert Manthe
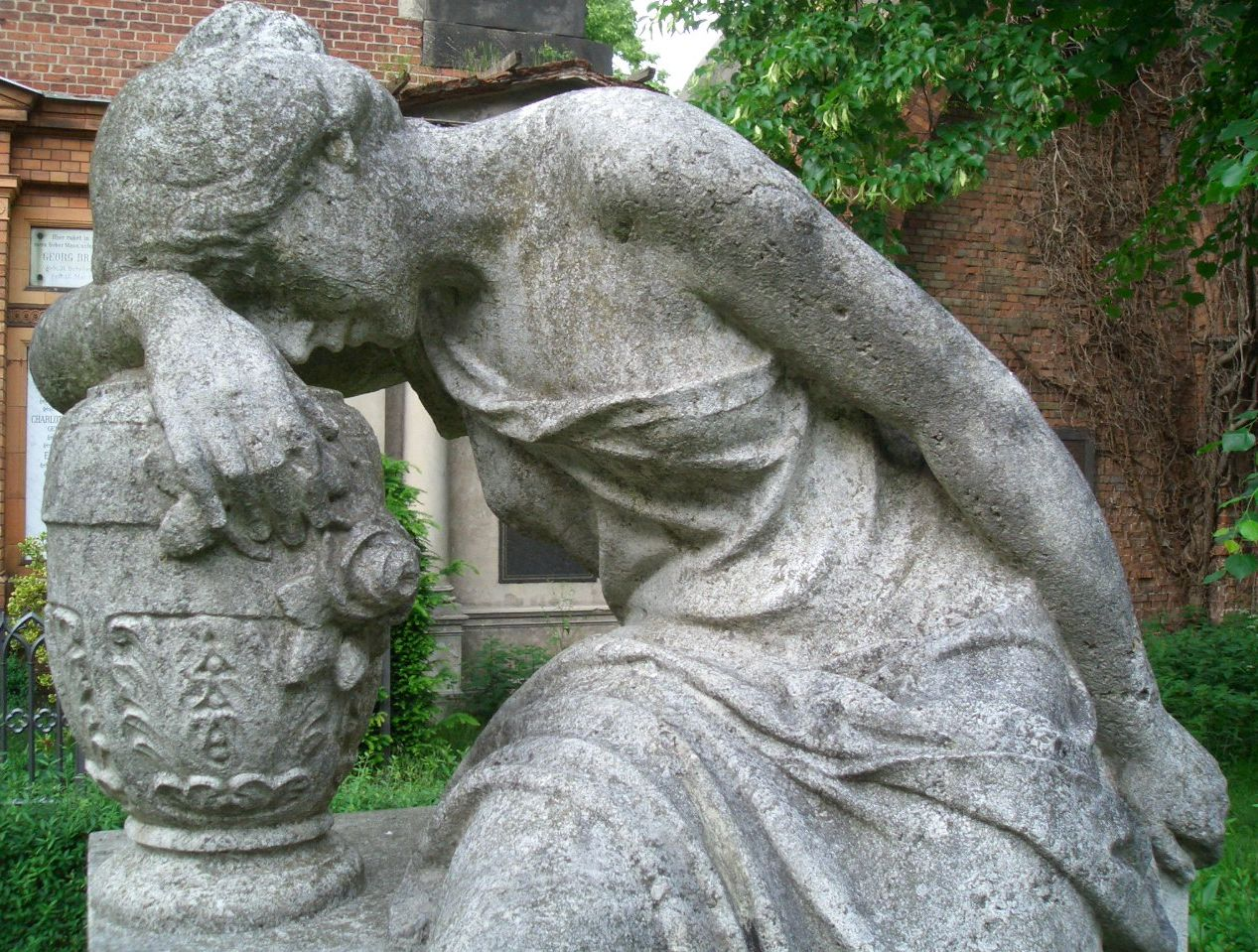
Statue sur la tombe de Martha Jagielski, par Albert Moritz Wolff (de)
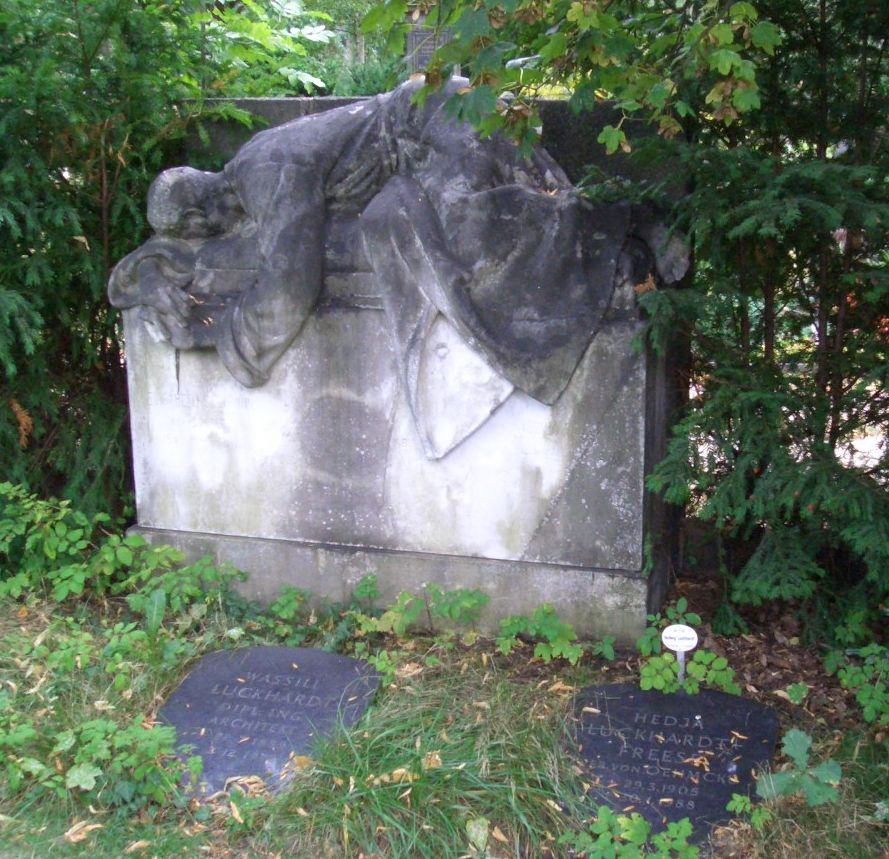
Tombe Schischin (1905), aujourd'hui tombe des frères Luckhardt
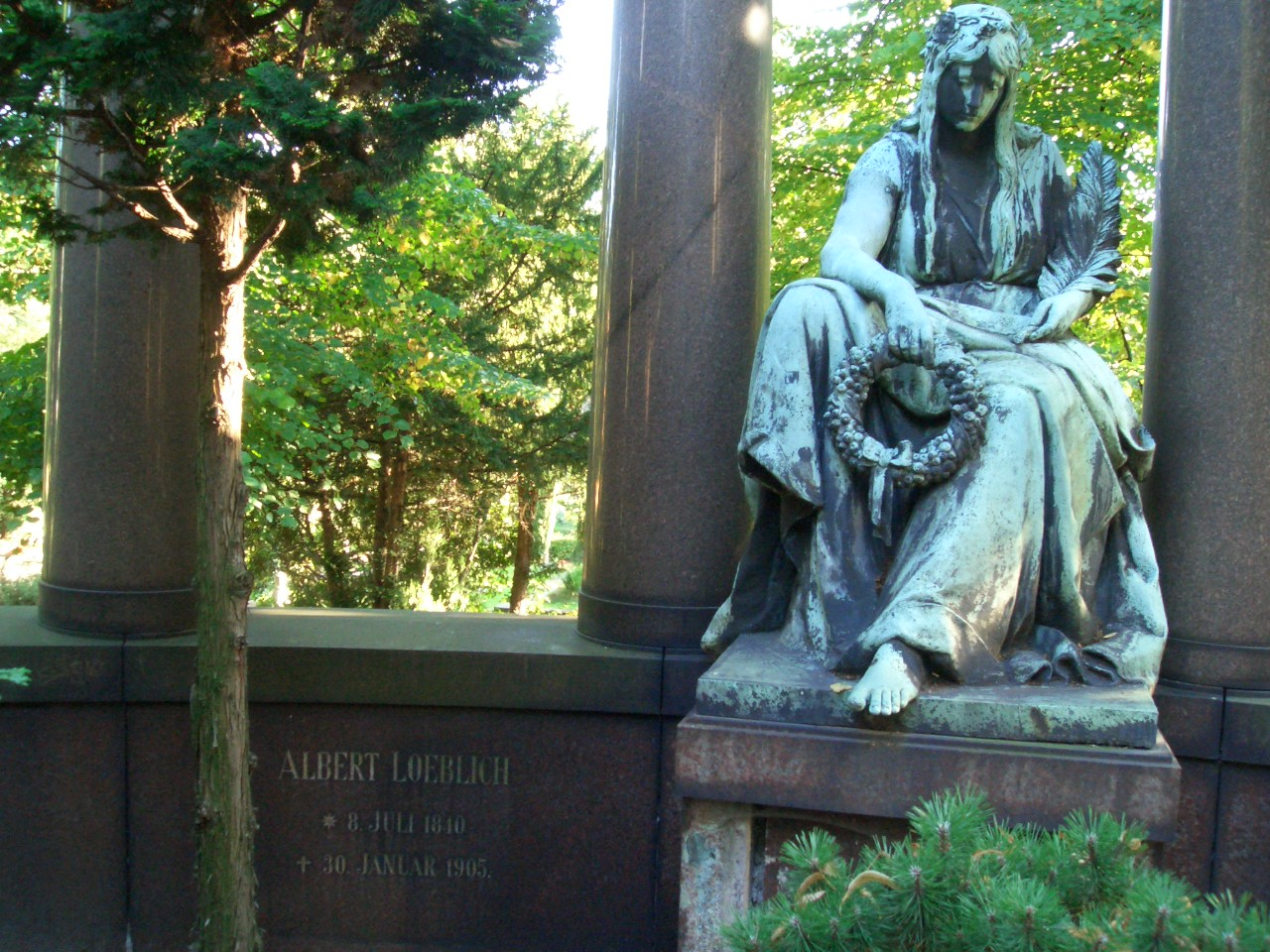
Sépulture Löblich, statue de Robert Baerwald (de) (1858-1896)
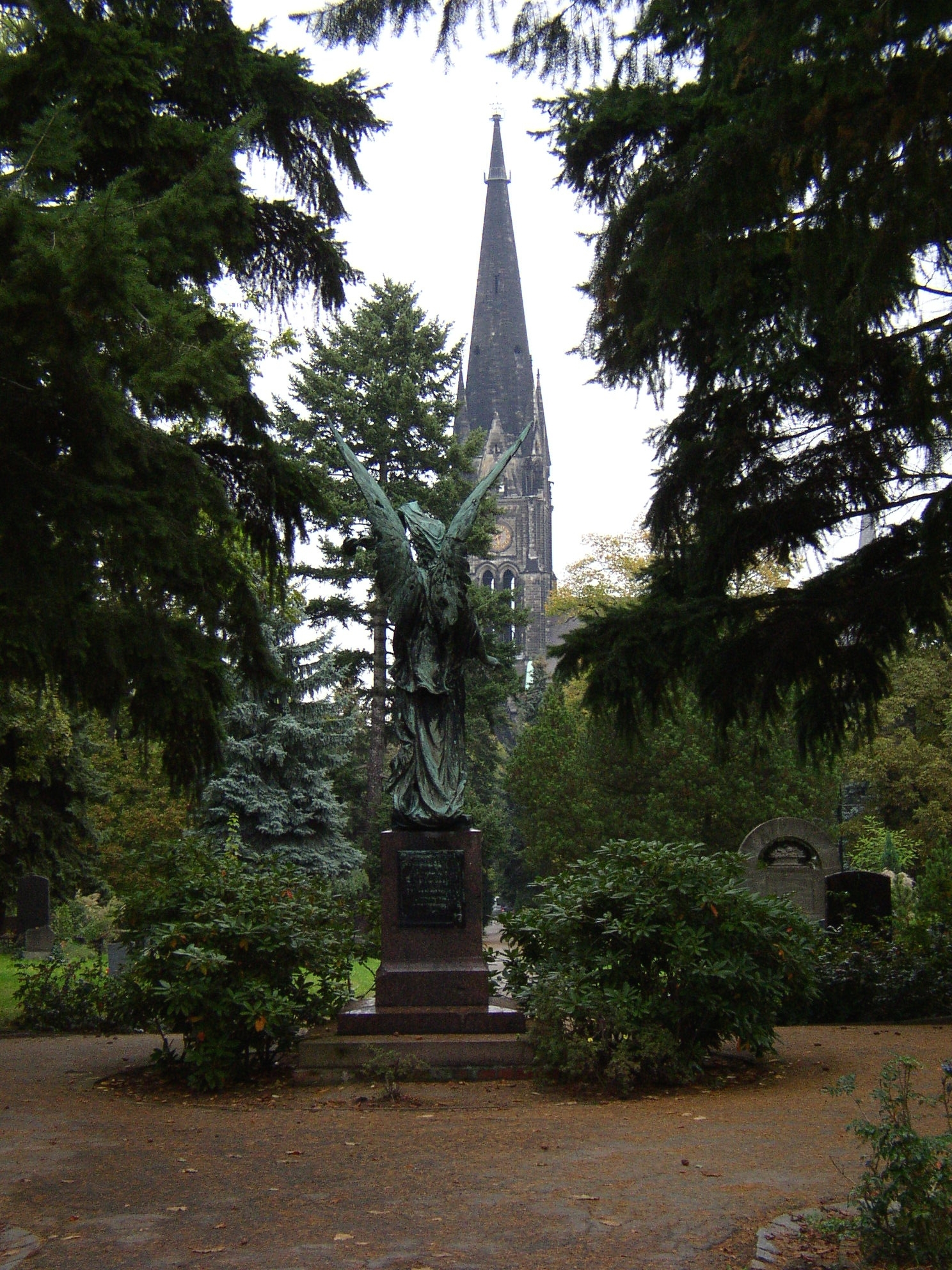
Ange de la Résurrection au milieu du cimetière, par Otto Geyer